# هارومی اینوئه
هارومی اینوئه (انگلیسی: Harumi Inoue؛ زادهٔ ۲۳ سپتامبر ۱۹۷۴) یک هنرپیشه اهل ژاپن است.